# Marcel Scherpenzeel
Marcel Scherpenzeel, né le 23 octobre 1970[réf. nécessaire] à Amsterdam, est un musicien et compositeur néerlandais, plus connu comme étant le chanteur et guitariste de Band Of Friends et Wolfpin. 

## Biographie

### Jeunesse
Marcel Scherpenzeel est né le 23 octobre 1970 à Amsterdam. À l’âge de 10 ans, il commence à jouer de la batterie, instrument qu’il abandonne très vite quand son grand frère lui offre sa première guitare à ses 12 ans. Il se met alors à écouter les disques de son père, dont John Lee Hooker, The Fabulous Thunderbirds, Rory Gallagher et Jimi Hendrix. En écoutant Calling Card de Rory Gallagher, il se rend compte qu’il est possible de fusionner de nombreux styles musicaux, tels que le rock 'n roll, le blues, le jazz, la country et la folk.

### Les débuts
À l’âge de 21 ans, il commence à chanter et à jouer un mélange de rock, blues texan, pop, soul et rock and roll. Le jour du décès de Rory Gallagher, le 14 juin 1995, il donne un concert en hommage au guitariste au Maloe Melo, le blues café de son père à Amsterdam. Vu le succès de la performance, il réitère l’expérience en reprenant régulièrement des titres de l’artiste irlandais.

### Wolfin et Band Of Friends
En 2008 et 2009, il joue deux concerts complets à De Kade en compagnie de Gerry McAvoy et Brenden O'Neill, tous deux musiciens de Rory Gallagher. En 2009, il sort l’album Remember avec son groupe Wolfin.
En 2012, Gerry McAvoy l’invite à rejoindre sa nouvelle formation, Band of Friends, aux côtés de Ted McKenna. Le groupe se consacre principalement à reprendre des morceaux de Rory Gallagher, mais aussi à la composition de nouveaux titres.

### Collaborations
Marcel a, entre autres, joué avec Dave Gonzales, (guitariste de The Paladins, USA), Ron Hacker (USA), Tineke Schoenmaker (Pays-Bas), The Juke Joints (Pays-Bas), The Marble Tones (Pays-Bas) et The Hoax (Royaume-Uni). 
Marcel a aussi participé à nombreux festivals européens, dont le Jimi Hendrix Revival Festival (Allemagne), le Enniscorthy Blues Festival (Irlande), l'Open Air Am Bergen (Allemagne), le Harley Davidson Super Rally (Belgique), le Paaspop (Pays-Bas), Bospop (Pays-Bas), etc.
En 2016, il participe à nouveau au Rory Gallagher Festival. 
En 2017, Marcel reçoit le Dutch Blues Award 2016 dans la catégorie guitaristes. 

### Autres sources
(juin 2016).
- (nl) « Interview Marcel Scherpenzeel (WOLFPIN) », sur Blues Magazine, 17 mars 2010 (consulté le 10 juin 2016)

- (nl) « Interview : Band Of Friends feat. Gerry McAvoy, Ted McKenna & Marcel Scherpenzeel », sur Blues Magazine, 5 juin 2012 (consulté le 10 juin 2016)

- (nl) StichtingRoryGallagherNederland, « Marcel Scherpenzeel », sur A tribute to Rory Gallagher, 2007 (consulté le 10 juin 2016)